# Hans Christoph von Bardeleben
Hans Christoph von Bardeleben (* 1666 in Mittenwalde; † 30. April 1736 in Wesel) war ein preußischer Generalleutnant der Infanterie, Gouverneur von Wesel und Amtshauptmann von Dreileben.

## Leben

### Herkunft
Seine Eltern waren der brandenburgische Rittmeister und Erbherr auf Satzkorn und Hoppenrade, Hans Christian von Bardeleben (* 1617; † 17. Oktober 1682) und dessen Ehefrau Ilse von Berge († 26. Januar 1683).

### Militärkarriere
Bardeleben war 1687 ein einfacher Soldat im Regiment der Garde zu Fuß, ebenso wie zwei seiner Brüder. Im Pfälzischen Erbfolgekrieg kämpfte er gegen Frankreich. Im Jahr 1690 wurde er Fähnrich und 1699 kam er zu den Grenadieren. 1705 wurde er Hauptmann. Bardeleben war Major, als er am 26. August 1710 Amtshauptmann von Zossen und Trebbin wurde. Danach wurde er in das Regiment „Stille“ versetzt und dort am 4. März 1712 Oberst. Am 14. Juli 1723 ernannte ihn der König zum Generalmajor sowie zum Chef des neuerrichteten Füsilierregiments Nr. 29 in Wesel. Einige Jahre später wurde er zum Generalleutnant befördert und 1733 zum Gouverneur von Wesel ernannt. Dort starb er am 30. April 1736.
Bardeleben war Erbherr auf Ribbeck, Selbelang und Glambeck (bei Angermünde).

### Familie
Er war mit Maria Tugendreich von Barfuß (* 1671; † nach 1731) verheiratet. Sie war die Witwe von Friedrich Wilhelm von Ahlimb. Der spätere Oberst Bernhard Friedrich von Ahlimb war sein Stiefsohn. Er hatte mit seiner Frau mehrere Kinder darunter:
- Eleonore Luise (* 23. Mai 1710) ⚭ Generalmajor Heinrich Adolph von Kursell
- Ernst Christoph Wilhelm (* 1724; † 9. April 1784), kurhessischer Generalleutnant und Gouverneur von Kassel[2] ⚭ 18. Dezember 1746 Charlotte Margarete von Einsiedel (* 18. August 1730; † 23. Dezember 1808), Tochter von Gottfried Emanuel von Einsiedel